# منتخب روسيا لاتحاد الرغبي
منتخب روسيا الوطني لاتحاد الرغبي (بالروسية: Сборная России по регби)‏ هو ممثل روسيا الرسمي في المنافسات الدولية في الرغبي . تأسس في 11 أكتوبر 1992.

## وصلات خارجية
- الموقع الرسمي